# Schachowe (Pokrowsk)
Schachowe (ukrainisch Шахове; russisch Шахово Schachowo) ist ein Dorf in der ukrainischen Oblast Donezk mit etwa 900 Einwohnern (2001).

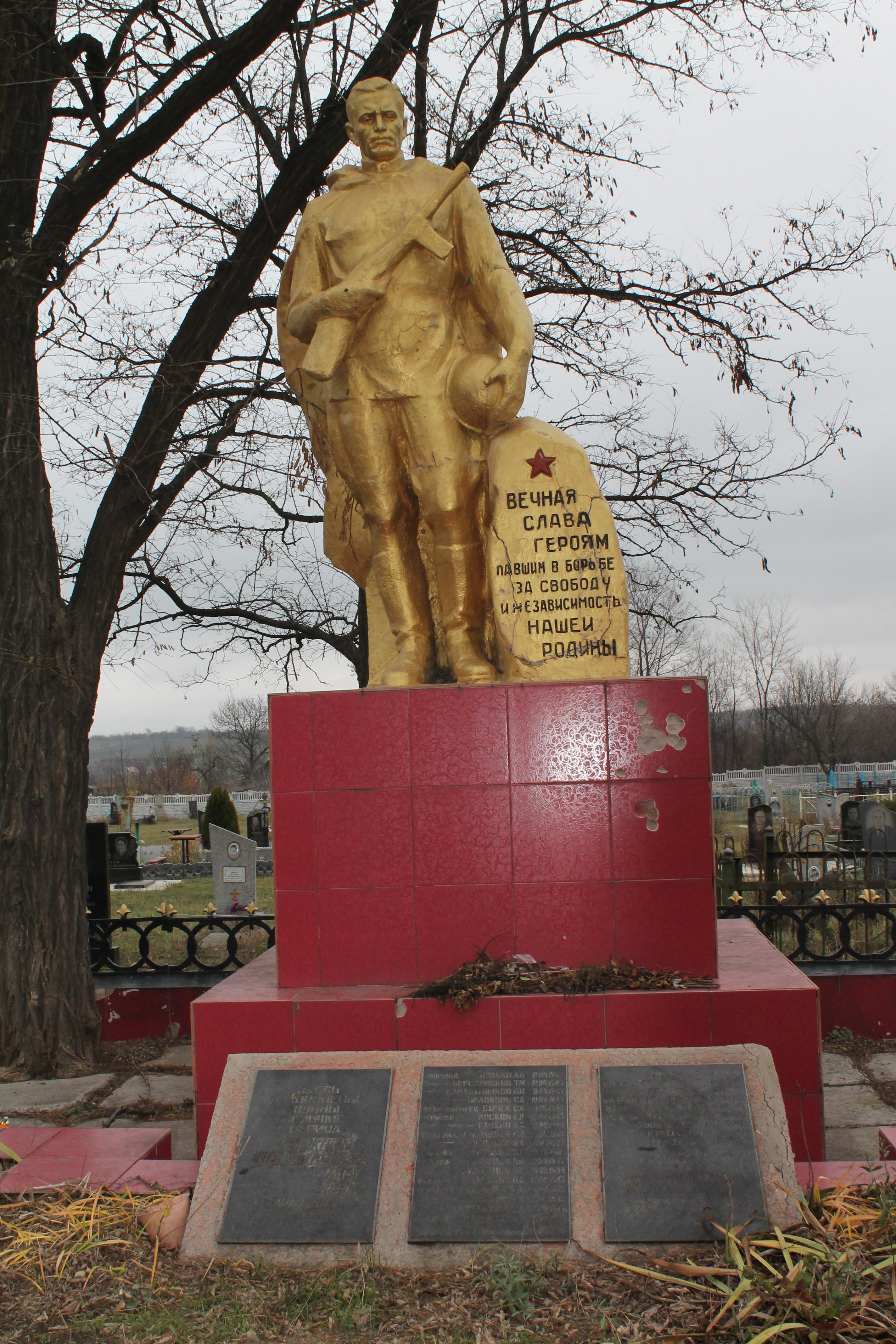
Denkmal im Ort

Die Ortschaft liegt am Ufer des Kasennyj Torez, einem 129 km langen, rechten Nebenfluss des Siwerskyj Donez, 28 km östlich vom ehemaligen Rajonzentrum Dobropillja und 80 km nordwestlich vom Oblastzentrum Donezk.
Das in der Mitte des 19. Jahrhunderts gegründete Dorf hieß zwischen 1919 und 2016 Oktjabrske (Октябрське) und erhielt dann, im Zuge der Dekommunisierung in der Ukraine, seinen ursprünglichen Namen zurück.

## Verwaltungsgliederung
Am 27. Juli 2015 wurde das Dorf zum Zentrum der neugegründeten Landgemeinde Schachowe (Шахівська сільська громада/Schachiwska silska hromada – bis zum 21. Oktober 2016 Landgemeinde Oktjabrske), zu dieser zählten die 11 in der untenstehenden Tabelle aufgelisteten Dörfer sowie die 2 Ansiedlungen Doroschnje und Majak, bis dahin bildete es zusammen mit dem Dorf Torezke die gleichnamige Landratsgemeinde Oktjabrske (Oktjabrska silska рада/Октябрська сільська rada) im Nordwesten des Rajons Dobropillja.
Am 12. Juni 2020 kamen noch die 8 weiteren Dörfer Hruske, Kutscheriw Jar, Lidyne, Marjiwka, Nowotrojizke, Petriwka, Solotyj Kolodjas und Wessele zum Gemeindegebiet.
Am 17. Juli 2020 wurde der Ort selbst ein Teil des Rajons Pokrowsk.
Folgende Orte sind neben dem Hauptort Schachowe Teil der Gemeinde:
| Name                     | Name             | Name                               |
| ukrainisch transkribiert | ukrainisch       | russisch                           |
| ------------------------ | ---------------- | ---------------------------------- |
| Bojkiwka                 | Бойківка         | Бойковка (Boikowka)                |
| Doroschnje               | Дорожнє          | Дорожное (Doroschnoje)             |
| Hruske                   | Грузьке          | Грузское (Gruskoje)                |
| Iwaniwka                 | Іванівка         | Ивановка (Iwanowka)                |
| Koptjewe                 | Коптєве          | Коптево (Koptewo)                  |
| Kutscheriw Jar           | Кучерів Яр       | Кучеров Яр (Kutscherow Jar)        |
| Lidyne                   | Лідине           | Лидино (Lidino)                    |
| Majak                    | Маяк             | Маяк                               |
| Marjiwka                 | Мар'ївка         | Марьевка (Marjewka)                |
| Nowe Schachowe           | Нове Шахове      | Новое Шахово (Nowoje Schachowo)    |
| Nowotorezke              | Новоторецьке     | Новоторецкое (Nowotorezkoje)       |
| Nowotrojizke             | Новотроїцьке     | Новотроицкое (Nowotroizkoje)       |
| Nykanoriwka              | Никанорівка      | Никаноровка (Nikanorowka)          |
| Pankiwka                 | Панківка         | Панковка (Pankowka)                |
| Petriwka                 | Петрівка         | Петровка (Petrowka)                |
| Solotyj Kolodjas         | Золотий Колодязь | Золотой Колодезь (Solotoi Kolodes) |
| Suworowe                 | Суворове         | Суворово (Suworowo)                |
| Torezke                  | Торецьке         | Торецкое (Torezkoje)               |
| Wessele                  | Веселе           | Весёлое (Wessjoloje)               |
| Wilne                    | Вільне           | Вольное (Wolnoje)                  |
| Wolodymyriwka            | Володимирівка    | Владимировка (Wladimirowka)        |

## Söhne und Töchter der Ortschaft
- Mykola Tschernjawskyj (1868–1938), ukrainischer Schriftsteller, Pädagoge und Aktivist.